# Императорские и королевские драгуны

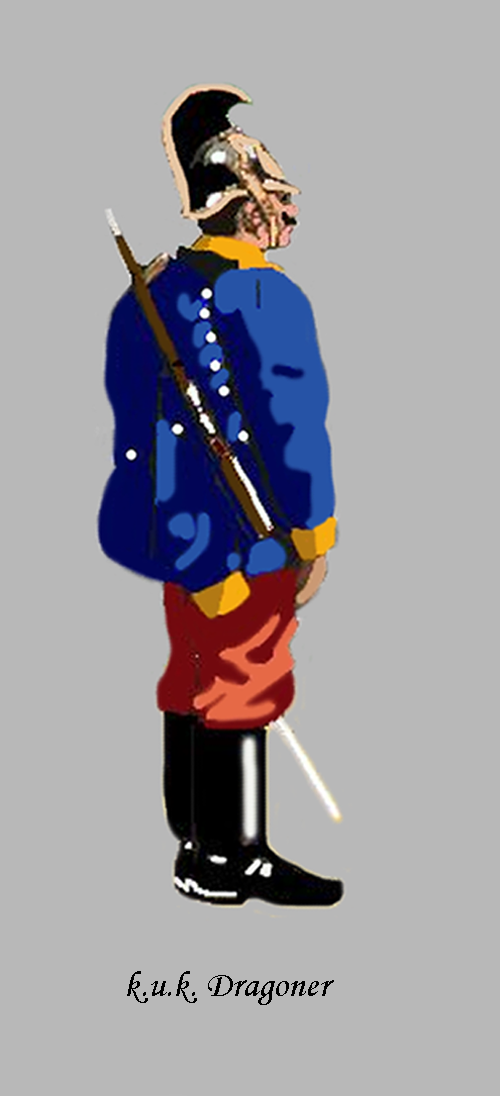
Парадная форма драгуна

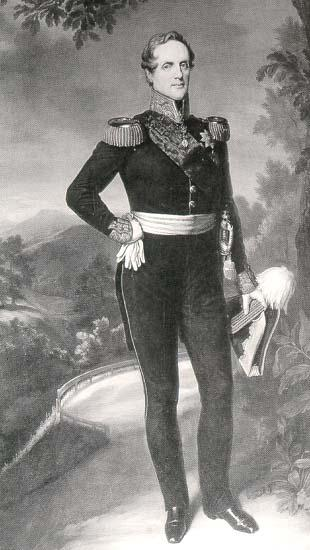
Покровитель 3-го драгунского полка, король Саксонии Фридрих Август II

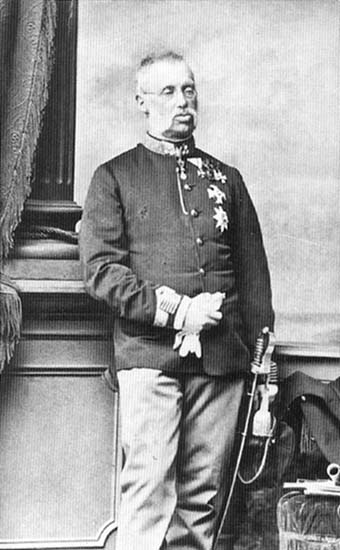
Эрцгерцог Альбрехт, покровитель 9-го драгунского полка

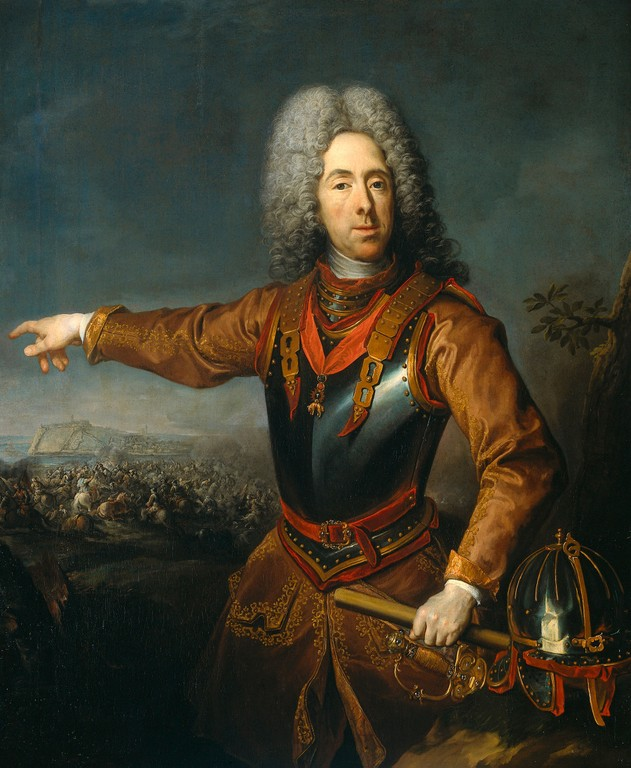
Принц Евгений Савойский, покровитель 13-го драгунского полка

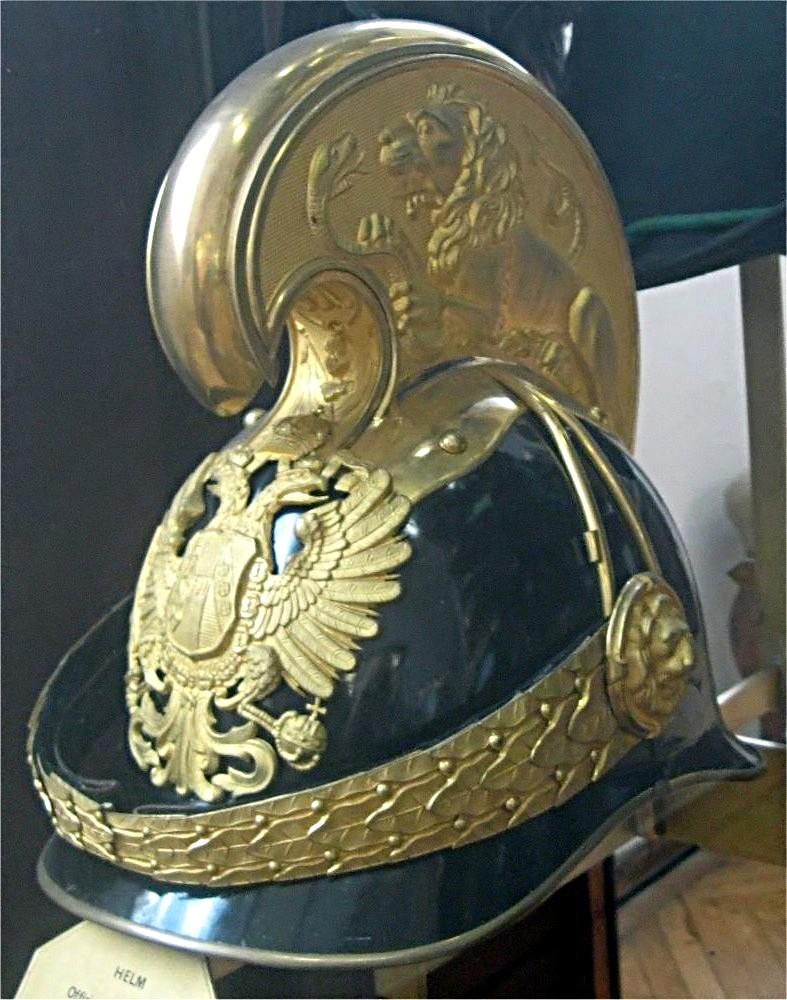
Шлем офицера австро-венгерских драгунов

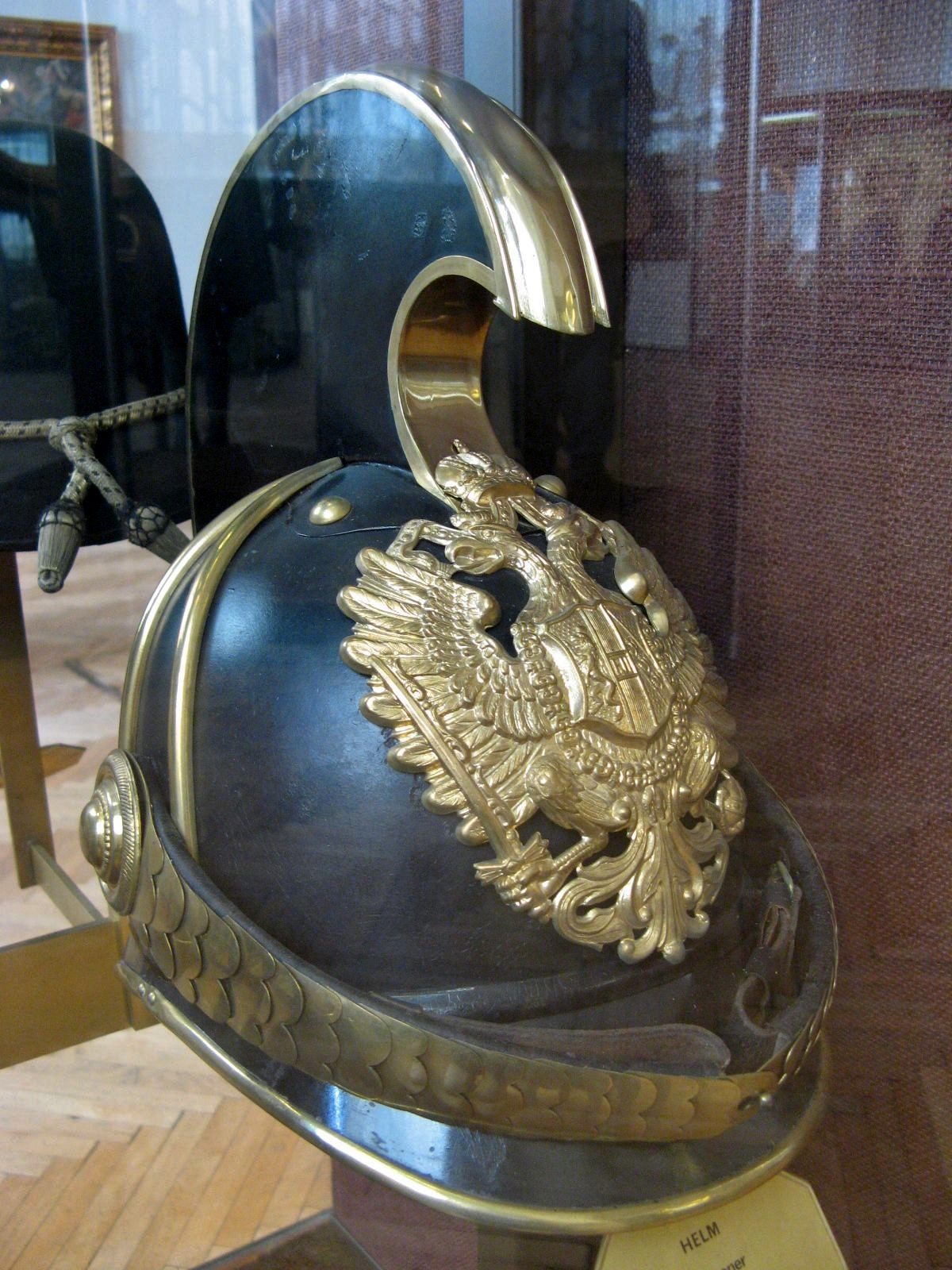
Шлем солдата австро-венгерских драгунов

Императорские и королевские драгуны (нем. k.u.k. Dragoner) — подразделение кавалерии Австро-Венгрии, существовавшее с 1867 по 1918 годы. В отличие от других кавалерийских частей армии Австро-Венгрии, в драгуны не могли набираться военнослужащие Королевского венгерского ландвера.

## Краткая история
В 1866 году развязанная Пруссией война против Австрии закончилась тяжёлым поражением австрийцев, что вызвало волну сепаратистских настроений в Венгрии. 15 марта 1867 австрийское правительство утвердило двойственную монархию, чтобы предотвратить выход Венгрии из состава империи. Венгрия получила широкое самоуправление и право создавать свою собственную армию под названием Королевский венгерский ландвер. Австрийская часть империи стала также создавать свою имперскую армию под именем Императорский и королевский ландвер. Оба два новых ландвера были половинами Единой Армии (нем. Gemeinsame Armee). Впрочем, из венгерского ландвера могли набирать только гусар и уланов для Единой Армии, драгуны из венгерского ландвера не набирались.

## Структура
В составе Единой Армии было 15 драгунских полков. Традиционно в драгунских частях несли службу австрийцы как носители немецкого языка и чехи. Полки базировались в Цислейтании. В каждому полку было два дивизиона, каждый дивизион состоял из трёх эскадронов. Числились следующие полки:
- 1-й Богемский императора Франца I
- 2-й Богемский Графа Паара
- 3-й Нижнеавстрийский короля саксонского Фридриха Августа
- 4-й Верхнеавстрийско-зальцбургский императора Фердинанда I
- 5-й Штирийско-каринтийско-краинский императора всероссийского Николая I
- 6-й Моравский великого герцога мекленбург-шверинского Франца IV
- 7-й Богемский герцога лотарингского
- 8-й Богемский графа Монтекукколи
- 9-й Галицко-Буковинский эрцгерцога Альбрехта
- 10-й Богемский князя Лихтенштейна
- 11-й Моравский императора
- 12-й Богемский великого князя российского Николая Николаевича
- 13-й Богемский принца Евгения Савойского
- 14-й Богемский князя Виндишгретца
- 15-й Нижнеавстрийско-моравский эрцгерцога Иосифа

## Униформа
Драгунский шлем использовался только во время боевых действий и на парадах. Во время обыденной работы, в походах и других безопасных ситуациях драгуны носили полевую кепку. Шлем имел два козырька (спереди для защиты глаз от солнца и сзади для защиты шеи). Шлем был изготовлен из черной дубленой кожи, вытесненный из одной заготовки. Козырьки лакированные, из белой жести, но снизу зеленые (козырёк от солнца) или черные (задний козырёк). Сверху был прикреплен «гребень», изготовленный тоже из белой жести, но с обеих сторон тоже лакированный. У офицеров гребень отличается отделкой по бокам. На передней части шлема находится эмблема.
Рядовой состав носил мундиры, скроенные по образцу пехотных. Цвет мундира — синий, как и у улан. Вместо погон на левом плече — петля из шнурка, сделанного из жёлтого шёлка, пришита на плечо, у шеи закреплена специальной пуговицей. Воротник и рукава обшивались сукном определенного для каждого полка цвета. Пуговицы серебряные или золотые. На воротник могли быть прикреплены знаки различия драгун определенных специальностей (пулеметчиков, связистов). Зимний мундир шился из того же материала, что и обычный, но подшит мехом ягненка. На груди пришиты 2 ряда пуговиц. Также был меховой воротник. У офицеров ткань и мех были лучшего качества.
Полевой китель был серого цвета и создан специально как производная форма в полевых условиях. Полевая кепка использовалась во время обыденной работы или сравнительно безопасного несения службы, шилась по образцу пехотных кепок. Офицеры носили также копию головного убора офицеров пехоты. Брюки имели специфический покрой, обусловленный родом войск. В верхней части широкого покрытия штанины сужаются и заправляются в сапоги. Спереди на бедре один карман. Часть штанов на ягодицах могла быть обшита для укрепления еще одним слоем сукна такого же цвета. Сапоги стандартные для всей кавалерии, за исключением гусар.

## Цвета драгунских полков
| Полк | Пуговицы | Цвета лацканов     |
| ---- | -------- | ------------------ |
| 1    | Белый    | Тёмно-красный      |
| 2    | Белый    | Чёрный             |
| 3    | Жёлтый   | Тёмно-красный      |
| 4    | Белый    | Травянисто-зелёный |
| 5    | Белый    | Царский золотой    |
| 6    | Белый    | Чёрный             |
| 7    | Белый    | Серо-жёлтый        |
| 8    | Жёлтый   | Ярко-красный       |
| 9    | Жёлтый   | Травянисто-зелёный |
| 10   | Жёлтый   | Серо-жёлтый        |
| 11   | Белый    | Ярко-красный       |
| 12   | Жёлтый   | Царский золотой    |
| 13   | Белый    | Рубиновый          |
| 14   | Жёлтый   | Рубиновый          |
| 15   | Жёлтый   | Белый              |

## Оружие
Основным стрелковым оружием была винтовка Маннлихера Steyr Mannlicher M1895 с коробчатым магазином на пять патронов. Им были оснащены почти все драгуны, кроме связистов и командного состава. У офицеров и иных солдат - в том числе связистов, рабочих, поваров и врачей - личным оружием был револьвер Gasser M1870/74, который носился в кожаной кобуре. Холодным оружием являлась сабля 1869 года: у офицеров рукоять сабли была украшена посеребрённой нитью. Эту саблю носили при себе солдаты и офицеры драгунских полков: сапёрная сабля была холодным оружием для иных солдат и всего обслуживающего персонала полков. Ножны изготавливались из коричневой обувной кожи в размере 110 см длины и 5,3 см ширины. К каждой сабле крепился темляк, цвет которого соответствовал цвету полка.

## Интересные факты
- Кавалерийский полк изначально состоял из четырёх, а позднее из трёх дивизионов.
- Теоретически командовать дивизионами полка могли полковник, подполковник и майор.
- До 1798 года полки не носили свои имена, и строго правила написания наименований полков не было. Нумерация полков была введена в 1798 году, а позднее полки многократно переименовывались, что создавало путаницу. В 1915 году личные имена полков были упразднены, и остались лишь номера.